# Silverio Blasi
Silverio Blasi (17 de noviembre de 1921 – 27 de abril de 1995) fue un director teatral y televisivo, actor y guionista de nacionalidad italiana.

## Biografía
Nacido en Roma, Italia, Blasi fue cofundador, junto a Giorgio De Lullo, Goliarda Sapienza y Mario Landi, de la compañía de teatro experimental "T. 45".
Blasi comenzó su carrera como actor en los años posteriores a la Segunda Guerra Mundial, dedicándose posteriormente a la dirección. Tras varias colaboraciones con Anton Giulio Bragaglia, en 1954 Blasi empezó una larga asociación con la RAI, para la cual escribió y dirigió un gran número de miniseries y telefilmes. Entre sus trabajos televisivos destacan Il romanzo di un giovane povero, Piccolo mondo antico, Vita di Michelangelo, y Caravaggio. 
En 1971 alternó su actividad como director con la de actor, interpretando papeles de reparto, principalmente en películas dirigidas por Francesco Rosi, entre ellas Lucky Luciano. También en los años 1970, comenzó una rentable colaboración teatral con la Compagnia Stabile del Teatro Ghione.
Silverio Blasi falleció en Roma en 1995.

## Director teatral
- Vite private (1978-1983), de Noel Coward, con Ileana Ghione y Walter Maestosi
- Zoo di vetro (1980-1981), de Tennessee Williams, con Elena Zareschi y Luigi Pistillo
- Soltanto una vacanza (1982-1983), de Guido Nahum, con Ileana Ghione y Walter Maestosi
- Candida (1986-1988), de George Bernard Shaw, con Ileana Ghione y Orso Maria Guerrini
- Letto matrimoniale (1988-1990), de Jan De Hartog, con Ileana Ghione y Paolo Ferrari
- Febbre da fieno (1992-1993), de Noel Coward, con Ileana Ghione y Mico Cundari

## Director televisivo
- Arsenico e vecchi merletti (1955)
- Il romanzo di un giovane povero (1957)
- Piccolo mondo antico (1957)
- Lumie di Sicilia (1957)
- Il malato immaginario (1963)
- Pel di carota (1963)
- Vita di Michelangelo (1964)
- Il re (1965)
- Caravaggio (1967)
- Questione di vita (1968)
- Processi a porte aperte: io difendo Elvira Sharney (1968)
- Le terre del Sacramento (1970)
- Come un uragano (1971)
- Eleonora (1973)
- Canossa (1974)
- Murat (1975)
- Il fauno di marmo (1977)
- La dama dei veleni (1979)
- Delitto retrospettivo (1980)
- Un inverno al mare (1982)
- Nostra madre (1983)
- Il boss (1986)
- L'ingranaggio (1988)

## Actor
- Preludio d'amore, de Giovanni Paolucci (1946)
- Montecassino, de Arturo Gemmiti (1946)
- Come un uragano (1971)
- Lucky Luciano, de Francesco Rosi (1973)
- Cadaveri eccellenti, de Francesco Rosi (1976)
- Cristo si è fermato a Eboli, de Francesco Rosi (1979)
- Il caso Moro, de Giuseppe Ferrara (1986)
- Cronaca di una morte annunciata, de Francesco Rosi (1987)
- Porte aperte, de Gianni Amelio (1990)